# Romeo (Colorado)
Romeo és una població dels Estats Units a l'estat de Colorado. Segons el cens del 2000 tenia 375 habitants.

## Demografia
Segons el cens del 2000, Romeo tenia 375 habitants, 117 habitatges, i 93 famílies. La densitat de població era de 629,5 habitants per km².
Dels 117 habitatges en un 50,4% hi vivien nens de menys de 18 anys, en un 61,5% hi vivien parelles casades, en un 15,4% dones solteres, i en un 19,7% no eren unitats familiars. En el 16,2% dels habitatges hi vivien persones soles el 5,1% de les quals corresponia a persones de 65 anys o més que vivien soles. El nombre mitjà de persones vivint en cada habitatge era de 3,21 i el nombre mitjà de persones que vivien en cada família era de 3,63.
Per edats la població es repartia de la següent manera: un 37,6% tenia menys de 18 anys, un 6,7% entre 18 i 24, un 28% entre 25 i 44, un 18,7% de 45 a 60 i un 9,1% 65 anys o més.
L'edat mediana era de 30 anys. Per cada 100 dones de 18 o més anys hi havia 87,2 homes.
La renda mediana per habitatge era de 19.306 $ i la renda mediana per família de 21.806 $. Els homes tenien una renda mediana de 23.438 $ mentre que les dones 21.563 $. La renda per capita de la població era de 10.175 $. Entorn del 30,5% de les famílies i el 34,3% de la població estaven per davall del llindar de pobresa.

## Poblacions més properes
El següent diagrama mostra les poblacions més properes.